# Aulnois (België)
Aulnois (Waals Ônwa) is een dorp in de Belgische provincie Henegouwen en een deelgemeente van de gemeente Quévy. Aulnois was een zelfstandige gemeente tot aan de gemeentelijke herindeling van 1977. Het dorp ligt aan de grens met Frankrijk en aan spoorlijn 96 waarlangs het een station heeft dat vroeger dienstdeed als grensstation.

## Geschiedenis
Het dorp wordt doorsneden door een Chaussée Brunehaut, een belangrijke heirbaan tussen Keulen en Bavay die stamt uit de Romeinse tijd. Rondom Aulnois zijn muntstukken uit de Romeinse en Frankische tijd gevonden.

## Geboren in Aulnois
- Leo Collard, politicus

## Demografische ontwikkeling
Bron: NIS; Opm:1831 t/m 1970=volkstellingen; 1976=inwoneraantal op 31 december
Deelgemeenten: Asquillies · Aulnois · Blaregnies · Bougnies · Genly · Givry · Gœgnies-Chaussée · Havay · Quévy-le-Grand · Quévy-le-Petit

Belgische gemeenten · Arrondissement Bergen · Henegouwen · Wallonië